# Palaucoccus gressitti
Palaucoccus gressitti är en insektsart som beskrevs av John Wyman Beardsley 1966. 
Palaucoccus gressitti ingår i släktet Palaucoccus och familjen ullsköldlöss. Artens utbredningsområde är Palau. Inga underarter finns listade i Catalogue of Life.